# 塞內加爾擬牙䱛
塞內加爾似牙䱛為輻鰭魚綱鱸形目鱸亞目石首魚科的其中一種，分布東大西洋區，從摩洛哥至那米比亞海域，棲息深度可達70公尺，體長可達114公分，棲息在沿海沙泥底質海域，屬肉食性，以蝦子、螃蟹等為食，繁殖期在11月至次年3月，可做為食用魚及游釣魚。